# Municipio de Scott (condado de Johnson)
El municipio de Scott (en inglés: Scott Township) es un municipio ubicado en el condado de Johnson en el estado estadounidense de Iowa. En el año 2010 tenía una población de 2144 habitantes y una densidad poblacional de 23,96 personas por km².

## Geografía
El municipio de Scott se encuentra ubicado en las coordenadas 41°38′15″N 91°25′11″O / 41.63750, -91.41972. Según la Oficina del Censo de los Estados Unidos, el municipio tiene una superficie total de 89.48 km², de la cual 89,48 km² corresponden a tierra firme y (0 %) 0 km² es agua.

## Demografía
Según el censo de 2010, había 2144 personas residiendo en el municipio de Scott. La densidad de población era de 23,96 hab./km². De los 2144 habitantes, el municipio de Scott estaba compuesto por el 80,74 % blancos, el 1,77 % eran afroamericanos, el 0,51 % eran amerindios, el 4,2 % eran asiáticos, el 10,21 % eran de otras razas y el 2,57 % eran de una mezcla de razas. Del total de la población el 18,24 % eran hispanos o latinos de cualquier raza.